# Analogia di Firestone
L'analogia di Firestone, detta anche analogia di mobilità, o analogia di ammettenza, è un metodo di rappresentazione di un sistema meccanico mediante un sistema elettrico analogo. Il vantaggio nel far ciò è che è utile per un ampio insieme di teorie e tecniche di analisi riguardanti sistemi elettrici complessi, specialmente nel campo dei filtri. Mediante la conversione nella rappresentazione di un sistema elettrico, questi strumenti nel dominio elettrico possono essere applicati direttamente a un sistema meccanico senza modifiche. Un ulteriore vantaggio si presenta con i sistemi elettromeccanici: convertire la parte meccanica di un tale sistema nel dominio elettrico consente all'intero sistema di essere analizzato 
come un tutt'uno.
Il comportamento matematico del sistema elettrico simulato è identico al comportamento matematico del sistema meccanico rappresentato. Ogni elemento nel dominio elettrico ha un elemento corrispondente nel dominio meccanico con una relazione costitutiva analoga. Tutte le leggi dell'analisi dei circuiti elettrici, come le leggi di Kirchhoff, che si applicano nel dominio elettrico possono essere applicate anche nel dominio meccanico mediante l'analogia di Firestone. 
L'analogia di Firestone è una delle due principali analogie elettromeccaniche utilizzate per rappresentare i sistemi meccanici nel dominio elettrico, l'altra è l'analogia di Maxwell, o analogia di impedenza. In questi due metodi le regole per tensione e corrente sono invertite e le rappresentazioni ottenute nel dominio elettrico sono ciascuna il circuito duale dell'altra. L'analogia di Firestone conserva la topologia del sistema meccanico nella trasposizione al dominio elettrico mentre l'analogia di Maxwell non fa ciò. D'altra parte, l'analogia di Maxwell, o analogia di impedenza, conserva l'analogia tra impedenza elettrica e impedenza meccanica mentre l'analogia di Firestone non lo fa.

## Applicazioni
L'analogia di Firestone è largamente usata per modellare il comportamento dei filtri meccanici. Questi sono filtri destinati all'uso in un circuito elettronico, ma che funzionano interamente mediante onde vibrazionali meccaniche. Vengono forniti dei trasduttori all'ingresso e all'uscita del filtro per la conversione tra il dominio elettrico e il dominio meccanico.
Un altro utilizzo molto comune si ha nel campo delle apparecchiature audio, come gli altoparlanti. Gli altoparlanti sono costituiti da un trasduttore e da parti meccaniche in movimento. Le stesse onde acustiche sono onde associate a movimento meccanico: di molecole dell'aria o di qualche altro mezzo fluido.

## Elementi
Prima che possa essere sviluppata un'analogia elettrica per un sistema meccanico, esso deve essere descritto come una rete meccanica astratta. Il sistema meccanico viene scomposto in un certo numero di elementi ideali ognuno dei quali può essere poi abbinato ad un analogo elettrico. I simboli utilizzati per questi elementi meccanici negli schemi delle reti sono mostrati nelle sezioni seguenti per ogni singolo elemento.
Gli analoghi meccanici di componenti elettrici a parametri concentrati sono anch'essi a parametri concentrati, cioè si assume che il componente meccanico corrispondente sia sufficientemente piccolo da poter trascurare il tempo impiegato dalle onde meccaniche per propagarsi da un'estremità all'altra del componente stesso. Si possono sviluppare analogie anche per componenti a parametri distribuiti come le linee di trasmissione ma i maggiori benefici si hanno con i circuiti di componenti a parametri concentrati. Sono richiesti analoghi meccanici per i tre elementi elettrici passivi, vale a dire resistenza, induttanza e capacità. Quali siano queste analogie è determinato da quale proprietà meccanica venga scelta per rappresentare la tensione e da quale proprietà venga scelta per rappresentare la corrente. Nell'analogia di Firestone, o analogia di mobilità, l'analogo della tensione è la velocità e l'analogo della corrente è la forza. L'impedenza meccanica è definita come il rapporto tra forza e velocità, quindi, nell'analogia di Firestone, non è analoga all'impedenza elettrica. Piuttosto, essa è l'analogo dell'ammettenza elettrica, il reciproco dell'impedenza. Il rapporto tra forza e velocità che, in questo caso, è ciò che, nel dominio meccanico, corrisponde all'ammettenza elettrica, è più comunemente denominato mobilità, da cui il nome di analogia di mobilità con cui si indica l'analogia di Firestone.

### Resistenza

Il simbolo meccanico per uno smorzatore (a sinistra) e per il suo analogo elettrico (a destra). Il simbolo vuole evocare uno smorzatore.

L'analogo meccanico della resistenza elettrica è la perdita di energia di un sistema in moto mediante processi come l'attrito. Un componente meccanico analogo al resistore è l' ammortizzatore e la proprietà analoga al reciproco della resistenza (conduttanza) è lo smorzamento (considerando il reciproco, perché l'impedenza elettrica è l'analogo del reciproco dell'impedenza meccanica). Un resistore è governato dalla relazione costitutiva data dalla legge di Ohm:
{\displaystyle i=vG}
L'equazione analoga nel dominio meccanico è:
{\displaystyle F=uR_{\mathrm {m} }}
dove,
G = 1/R è la conduttanza
R è la resistenza
v è la tensione
i è la corrente
Rm è la resistenza meccanica, o smorzamento
F è la forza
u è la velocità indotta dalla forza.
La conduttanza elettrica rappresenta la parte reale dell'ammettenza elettrica. Allo stesso modo, la resistenza meccanica è la parte reale dell'impedenza meccanica.

### Induttanza

Il simbolo meccanico per un elemento dotato di cedevolezza (a sinistra) e il suo analogo elettrico (a destra). Il simbolo vuole evocare una molla.

L'analogo meccanico dell'induttanza, nell'analogia di Firestone, o analogia di mobilità, è la cedevolezza (reciproco della rigidezza). In meccanica è più comune riferirsi alla rigidezza, il reciproco della cedevolezza. Un componente meccanico analogo ad un induttore è una molla. Un induttore è governato dalla relazione costitutiva:
{\displaystyle v=L{\frac {di}{dt}}}
L'equazione analoga nel dominio meccanico è una forma di legge di Hooke: 
{\displaystyle u=C_{\mathrm {m} }{\frac {dF}{dt}}}
dove,
L è l'induttanza
t il tempo
Cm = 1/S è la cedevolezza meccanica
S è la rigidezza (in inglese stiffness)
L'impedenza di un induttore è un numero immaginario puro ed è data da:
{\displaystyle Z=j\omega L}
L'ammettenza meccanica analoga è data da:
{\displaystyle Y_{\mathrm {m} }=j\omega C_{\mathrm {m} }}
dovee,
Z è l'impedenza elettrica
j è l'unità immaginaria
ω è la frequenza angolare
Ym è l'ammettenza meccanica.

### Capacità

Il simbolo meccanico per una massa (a sinistra) e il suo analogo elettrico (a destra). L'angolo quadrato sotto la massa ha lo scopo di indicare che il moto della massa è relativo a un sistema di riferimento.

L'analogo meccanico della capacità, nell'analogia di Firestone, o analogia di mobilità, è la massa. Un componente meccanico analogo al condensatore è un grosso corpo rigido pesante. Un condensatore è governato dalla relazione costitutiva:
{\displaystyle i=C{\frac {dv}{dt}}}
L'equazione analoga nel dominio meccanico è la seconda legge del moto di Newton:
{\displaystyle F=M{\frac {du}{dt}}}
dovee,
C è la capacità
M è la massa
L'impedenza di un condensatore è puramente immaginaria ed è data da: 
{\displaystyle Z={1 \over j\omega C}}
L'ammettenza meccanica analoga è data da:
{\displaystyle Y_{\mathrm {m} }={1 \over j\omega M}}.

### Inertanza
Una particolare difficoltà sorge con la massa come analogia di un elemento elettrico. È connessa al fatto che nei sistemi meccanici la velocità della massa (e, soprattutto, la sua accelerazione) è sempre misurata rispetto a un sistema di riferimento considerato fisso, solitamente la terra. Considerata come un elemento di un sistema a due terminali, la massa ha un terminale a velocità ''u'', analoga al potenziale elettrico, e l'altro terminale a velocità zero, analoga al potenziale elettrico di terra. Pertanto, una massa non può essere utilizzata come l'analogo di un condensatore non connesso a terra.
Ciò portò Malcolm C. Smith dell'Università di Cambridge nel 2002 a definire un nuovo elemento in grado di immagazzinare energia per le reti meccaniche, la cui proprietà meccanica è chiamata inertanza. Un componente che possiede inertanza è chiamato inertizzatore. I due terminali di un inertizzatore, a differenza di una massa, possono avere due velocità e accelerazioni diverse e arbitrarie. La relazione costitutiva di un inertizzatore è data da:
{\displaystyle F=B\left({\frac {du_{\mathrm {2} }}{dt}}-{\frac {du_{\mathrm {1} }}{dt}}\right)=B{\frac {d\Delta u}{dt}}}
dove,
F è una forza uguale ed opposta applicata ai due terminali
B è l'inertanza
u1 ed u2 sono le velocità ai terminali 1 e 2 rispettivamente
Δu = u2 − u1
L'inertanza si esprime con le stesse unità di misura della massa (chilogrammi nel Sistema SI) ed il nome indica la sua correlazione con l'inerzia. Smith non si limitò a definire un elemento di rete teorico, ma suggerì anche una costruzione per un vero componente meccanico e realizzò un piccolo prototipo. L'inertizzatore di Smith era costituito da uno stantuffo in grado di scorrere dentro o fuori un cilindro.Lo stantuffo è connesso all'ingranaggio di una cremagliera che aziona un volano all'interno del cilindro. Possono essere presenti due volani controrotanti per evitare che si sviluppi un momento meccanico. L'energia fornita per spingere lo stantuffo viene restituita quando lo stantuffo si muove nella direzione opposta, quindi il dispositivo immagazzina energia anziché dissiparla proprio come un blocco dotato di massa. Tuttavia, la massa effettiva dell'inertizzatore può essere molto piccola, un inertizzatore ideale non ha massa. Due punti dell'inertizzatore, lo stantuffo e la cassa del cilindro, possono essere connessi indipendentemente ad altre parti del sistema meccanico senza che, dal punto di vista dall'analogia con i sistemi elettrici, nessuno dei due sia necessariamente connesso a terra.
L'inertizzatore di Smith ha trovato un'applicazione nelle corse di Formula 1 dove è noto con il nome di J-damper. Viene utilizzato come alternativa all'ormai vietato  mass damper e fa parte della sospensione del veicolo. Potrebbe essere stato usato per la prima volta di nascosto dalla McLaren nel 2005 seguendo una collaborazione con Smith. Ora si ritiene che anche altre squadre lo abbiano usato. L'inertizzatore è molto più piccolo del mass damper e attenua le variazioni di carico dell'area di contatto sugli pneumatici. Smith suggerì anche di utilizzare l'inertizzatore per ridurre le vibrazioni della macchina.
La difficoltà con la massa nelle analogie meccaniche non è circoscritta all'analogia di Firestone. Si ha un problema corrispondente anche nell'analogia di Maxwell, ma in tal caso si tratta di induttanze non connesse a terra, piuttosto che condensatori, che non sono rappresentabili con elementi standard.

### Risuonatore
Un risuonatore meccanico è costituito sia da un elemento massa che da un elemento di cedevolezza. I risuonatori meccanici sono analoghi ai circuiti elettrici LC costituiti da induttanza e capacità. I componenti meccanici reali inevitabilmente hanno sia massa sia cedevolezza, pertanto risulta pratico realizzare risuonatori come un singolo componente. Infatti è più difficile realizzare come un componente singolo una massa pura o una cedevolezza pura. Una molla può essere realizzata con una certa cedevolezza e con la massa ridotta al minimo, così come una massa può essere realizzata con la cedevolezza ridotta al minimo, ma nessuna delle due può essere eliminata del tutto. I risuonatori meccanici sono un componente chiave dei filtri meccanici.

### Generatori

Il simbolo meccanico per un generatore di velocità costante (a sinistra) e il suo analogo elettrico (a destra)

Il simbolo meccanico per un generatore di forza costante (a sinistra) e il suo analogo elettrico (a destra)

Esistono analoghi per gli elementi elettrici attivi come il generatore di tensione e il generatore di corrente. L'analogo meccanico nell'analogia di Firestone, o analogia di mobilità, del generatore di corrente costante è il generatore di forza costante. L'analogo meccanico di un generatore di tensione costante è il generatore di velocità costante.
Un esempio di un generatore di forza costante è la molla a forza costante. Un esempio pratico di generatore di velocità costante è una macchina potente con carico leggero, come un motore che aziona una cinghia. Questa è analoga ad un generatore reale di tensione, come una batteria, che si approssima ad erogare una tensione costante sul carico a condizione che la resistenza del carico sia molto più elevata della resistenza interna della batteria.

### Transduttori
I sistemi elettromeccanici richiedono trasduttori per le conversioni tra il dominio elettrico e il dominio meccanico. Essi sono analoghi alle reti a due porte e come queste ultime possono essere descritti da una coppia di equazioni simultanee e quattro parametri arbitrari. Ci sono numerose rappresentazioni possibili, ma la forma meglio applicabile all'analogia di Firestone, o analogia di mobilità, ha i parametri arbitrari in unità di ammettenza. In forma matriciale (con il lato elettrico preso come porta 1) questa rappresentazione è: 
{\displaystyle {\begin{bmatrix}i\\u\end{bmatrix}}={\begin{bmatrix}y_{11}&y_{12}\\y_{21}&y_{22}\end{bmatrix}}{\begin{bmatrix}v\\F\end{bmatrix}}}
Il coefficiente {\displaystyle y_{22}\,} è l'ammettenza meccanica di cortocircuito, cioè l'ammettenza presentata dal lato meccanico del trasduttore quando viene applicata una tensione nulla (cortocircuito) al lato elettrico. Il coefficiente {\displaystyle y_{11}\,}, invece, è l'ammettenza elettrica senza carico, cioè l'ammettenza presentata al lato elettrico quando il lato meccanico non sta azionando un carico (forza nulla). I restanti due coefficienti, {\displaystyle y_{21}\,} e {\displaystyle y_{12}\,}, descrivono rispettivamente le funzioni di trasferimento diretta e inversa del trasduttore. Sono entrambi analoghi alle ammettenze di trasferimento e sono rapporti ibridi di una grandezza elettrica e una grandezza meccanica.

### Trasformatori
L'analogo meccanico di un trasformatore è una macchina semplice come una carrucola o una leva. La forza applicata al carico può essere maggiore o minore della forza in ingresso a seconda che il guadagno meccanico della macchina sia rispettivamente maggiore o minore dell'unità. Nell'analogia di Firestone, il guadagno meccanico è analogo al reciproco del rapporto di spire del trasformatore. Un guadagno meccanico minore dell'unità è analogo a un trasformatore elevatore, mentre uno maggiore dell'unità è analogo a un trasformatore riduttore.

## Equazioni per la potenza e l'energia
| Grandezza elettrica                                          | Espressione elettrica                    | Analogo meccanico                             | Espressione meccanica                                                  |
| ------------------------------------------------------------ | ---------------------------------------- | --------------------------------------------- | ---------------------------------------------------------------------- |
| Energia fornita                                              | {\displaystyle E=\int vi\ dt}            | Energia fornita                               | {\displaystyle E=\int Fu\ dt}                                          |
| Potenza fornita                                              | {\displaystyle P=vi}                     | Potenza fornita                               | {\displaystyle P=Fu}                                                   |
| Dissipazione di potenza in un resistore                      | {\displaystyle P=i^{2}R={v^{2} \over R}} | Dissipazione di potenza in uno smorzatore     | {\displaystyle P=u^{2}R_{\mathrm {m} }={F^{2} \over R_{\mathrm {m} }}} |
| Energia immagazzinata nel campo magnetico di un induttore    | {\displaystyle E={\tfrac {1}{2}}Li^{2}}  | Energia potenziale immagazzinata in una molla | {\displaystyle E={\tfrac {1}{2}}C_{\mathrm {m} }F^{2}}                 |
| Energia immagazzinata nel campo elettrico di un condensatore | {\displaystyle E={\tfrac {1}{2}}Cv^{2}}  | Energia cinetica di una massa in moto         | {\displaystyle E={\tfrac {1}{2}}Mu^{2}}                                |

## Esempi

### Circuito risonante semplice

Risonatore meccanico semplice (a sinistra) e il suo circuito equivalente nell'analogia di Firestone, o analogia di mobilità (a destra)

La figura mostra un sistema meccanico costituito da una pedana di massa {\displaystyle M} che è sospesa sopra il substrato mediante una molla di rigidezza {\displaystyle S} e uno smorzatore di resistenza Rm. Il circuito equivalente nell'analogia di Firestone, o analogia di mobilità, è mostrato a destra di questo sistema e consiste in un circuito risonante in parallelo. Questo sistema ha una frequenza di risonanza e può avere una frequenza naturale di oscillazione se non viene smorzato eccessivamente.

## Vantaggi e svantaggi
Il principale vantaggio dell'analogia di Firestone, o analogia di mobilità, rispetto alla sua alternativa, l'analogia di Maxwell, o analogia di impedenza, è che essa preserva la topologia del sistema meccanico. Gli elementi che sono in serie nel sistema meccanico sono in serie anche nel circuito elettrico equivalente e gli elementi in parallelo nel sistema meccanico restano in parallelo anche nel circuito elettrico equivalente.
Il principale svantaggio dell'analogia di Firestone è che non mantiene l'analogia tra impedenza elettrica e impedenza meccanica. Un'impedenza meccanica è rappresentata come un'ammettenza elettrica ed una resistenza meccanica è rappresentata come una conduttanza elettrica nel circuito elettrico equivalente. La forza non è l'analogo della tensione (con i generatori di tensione spesso si parla di forza elettromotrice), ma, piuttosto, è l'analogo della corrente.

## Storia
Storicamente, l'analogia di Maxwell, o analogia di impedenza, era in uso da molto prima dell'analogia di Firestone, o analogia di mobilità. L'ammettenza meccanica e l'analogia associata di mobilità venne introdotta da F. A. Firestone nel 1932 per superare il problema della conservazione delle topologie. Indipendentemente, W. Hähnle in Germania ebbe la stessa idea. Horace M. Trent sviluppò una trattazione per le analogie in generale da una prospettiva matematica basata sulla teoria dei grafi e introdusse una sua nuova analogia per conto suo.